# Adolf (II, hrabia w okręgu Keldach)
Adolf (zm. ok. 1041) – hrabia w okręgu Keldach. 

## Życiorys
Był synem hrabiego w okręgu Keldach Adolfa (I). Jego synami byli Adolf, hrabia Bergu, i Herman, hrabia Saffenbergu-Nörvenich.